# Aeromaya
Aeromaya era una aerolínea propiedad de Fernando Barbachano Ponce, con base de operaciones en el Aeropuerto Internacional de Mérida, donde fue fundada e inició sus operaciones en 1966.

## Historia

### Inicios
En 1963, Fernando Barbachano Ponce como parte de la familia propietaria de los Hoteles Mayaland y Travel Services, ofrecía un servicio aéreo entre Isla Mujeres y Cozumel con su empresa Aerotaxis. Dos años después creó Aerosafari, también con sede en Isla Mujeres y ambas empresas fueron los cimientos de la que posteriormente fue Aeromaya, pues contando con infraestructura, flota de aviones, conocimientos del negocio y operación, logró incluso desplazar a Mexicana de Aviación en la zona de la Península de Yucatán.
En noviembre de 1966, Aeromaya volo primera vez y logró posicionarse rápidamente en el mercado con aviones cada vez más grandes y sofisticados. Comenzó con un Douglas DC-3 para después pasar a los Hawker Siddeley HS 748. Su modelo de negocio fue ofrecer tarifas muy accesibles con salidas frecuentes, así como promover las zonas arqueológicas de Yucatán, todavía no muy conocidas, así como sus playas paradisiacas en diversos lugares del extranjero, incluyendo Europa.
En su vuelo inaugural el cual cubría la ruta Mérida-Túxpam-Ciudad de México, la demanda fue tan alta que duplicaron las frecuencias, y lo mismo pasó en sus vuelos desde Mérida a Isla Mujeres, así como a Cozumel y Chichén Itzá. Al siguiente año establecieron un circuito para volar a Palenque, Tuxtla Gutiérrez, Acapulco, Manzanillo y Guadalajara, pero en julio de ese año estalló una huelga de la Asociación Sindical de Pilotos Aviadores (ASPA) contra la empresa, acusándola de no establecer una jornada de trabajo diaria, no había prestaciones y no había descanso mínimo. Tras 102 días de huelga, se firmó un contrato colectivo para disolver la huelga.
Para 1968, Aeromaya ofrecía 4 vuelos semanales a la Ciudad de México vía Campeche, así como vuelos cortos hacia Villahermosa, Ciudad del Carmen, Chetumal, Cozumel y Campeche.

### Declive
En 1968, ocurrió el secuestro de uno de sus aviones, cuando una mujer que quería huir del gobierno mexicano tras participar en el movimiento del 2 de octubre en Tlatelolco, y viajando con sus hijos de 12 años y un bebé, amenazó a la tripulación con una pistola.
Pero el 13 de mayo de 1969, Aeromaya cerró sus operaciones, la versión oficial es que la concesión fue revocada por irregularidades como no contar con manuales de adiestramiento para pilotos y mecánicos, así como una deuda con la empresa Hawker. Sin embargo, se afirmó por parte de los trabajadores, que su cierre fue por intereses políticos de empresas que querían acabar con ella porque cada vez crecía más, afectando sus intereses.

## Destinos
La aerolínea opera un total de 22 destinos distribuidas de la siguiente manera:
 Estados Unidos
- Cayo Hueso / Aeropuerto Internacional de Cayo Hueso

 Guatemala
- Tikal / Antiguo Aeropuerto de Tikal

 México
- Acapulco / Aeropuerto Internacional de Acapulco
- Apatzingán / Antiguo Aeropuerto de Apatzingán
- Campeche / Aeropuerto Internacional Ing. Alberto Acuña Ongay
- Chichén Itzá / Aeródromo de Chichen Itzá
- Chetumal / Aeropuerto Internacional de Chetumal
- Ciudad de México / Aeropuerto Internacional de la Ciudad de México
- Ciudad del Carmen / Aeropuerto Internacional de Ciudad del Carmen
- Cozumel / Aeropuerto Internacional de Cozumel
- Guadalajara / Aeropuerto Internacional de Guadalajara
- Guanajuato / Aeropuerto Nacional San Carlos de León
- Isla Mujeres / Aeropuerto Nacional de Isla Mujeres
- Manzanillo / Antiguo Aeropuerto de Manzanillo
- Mérida / Aeropuerto Internacional de Mérida (Base de operaciones)
- Palenque / Antiguo Aeropuerto de Palenque
- Puerto Vallarta / Aeropuerto de La Vena de Santa María
- Tulum / Estación Aeronaval de Tulum
- Tuxpan / Aeropuerto Nacional Fausto Vega Santander
- Tuxtla Gutiérrez / Aeropuerto Nacional Francisco Sarabia
- Uruapan / Antiguo Aeropuerto de Uruapan
- Villahermosa / Aeropuerto Internacional Carlos Rovirosa Pérez

## Accidentes e incidentes
Aeromaya solo tuvo un accidente durante toda su operación.
- El vuelo 322 de Aeromaya, un Hawker Siddeley HS-748-230 Srs. 2, fue secuestrado el 6 de octubre de 1968. El vuelo tuvo origen en el Aeropuerto de la Ciudad de México con destino final en el Aeropuerto de Isla Mujeres, haciendo escalas intermedias en los aeropuertos de Campeche, Chichen Itzá y Cozumel. Unos minutos luego de despegar de Cozumel, una mujer de nacionalidad argentina y de nombre Judith Velázquez, amagó al piloto y lo obligó a desviar el avión a Cuba. Los pasajeros se enteraron cuando comenzaron a volar en círculos sobre Isla Mujeres y luego se enfilaron a Cuba. El avión estuvo 4 horas en La Habana antes de regresar a Mérida por la noche. Este fue el primer secuestro de un avión de bandera mexicana, con matrícula y tripulación mexicana. No hubo heridos en el vuelo.[4][5][6]